# Ида Лотарингская
И́да Лотари́нгская, также известная как Благослове́нная И́да Було́нская (ок. 1040 — 13 апреля 1113) — средневековая аристократка и церковная святая.
Дочь Готфрида II, герцога Нижней Лотарингии, и его жены Доды.

## Брак и дети
В 1056 году Ида вышла замуж за Евстахия II, графа Булони. У них было трое сыновей:
- Евстахий III (ранее 1060—1125), граф Булони
- Готфрид Бульонский (ок. 1060—1100), король Иерусалима (официально титул короля не принял, взяв себе уникальное звание «Защитник Гроба Господня» (лат. Advocatus Sancti Sepulchri)[7]
- Балдуин I (ок. 1060—1118), король Иерусалима.

Также у них была дочь, Ида Булонская. Она была замужем сначала за Германом фон Мальсеном, а затем за Кононом, графом Монтегю.
Из источников известно, что Ида не прибегала к услугам кормилиц, предпочитая самой кормить детей грудью. По её словам, она делала это для того, чтобы дети не переняли моральные устои кормилицы, а вместо этого с усвоили её образ жизни вместе с молоком матери. Когда её сыновья отправились в первый крестовый поход, Ида во многом им благоприятствовала.

## Деятельность
Ида всегда активно занималась религиозной и благотворительной деятельностью, но лишь смерть её мужа обеспечила ей богатство и свободу распоряжаться средствами по своему усмотрению. Она основала несколько монастырей:
- Монастырь Святого Вулмера в Булонь-сюр-Мер[4][10]
- Часовню Богоматери в Кале[4]
- Монастырь Святого Бертина[4]
- Аббатстве в Каппеле[11]
- Аббатство в ле Васте[11]

Она поддерживала переписку с Ансельмом Кентерберийским. Некоторые из писем Ансельма к Иде сохранились.
С годами она всё больше участвовала в жизни церкви. Тем не менее, современные историки считают, что она так и не стала бенедиктинской монахиней.

## Смерть
Ида умерла 13 апреля 1113 года и поминается в этот день. Первым местом её упокоения традиционно считается Монастырь Святого Ведаста. В 1669  году её останки были перевезены в Париж, а в 1808 году — в Байё.
Её житие было написано её современником, монахом Монастыря Святого Ведаста.
Она почитается в Байё.